# 毛利親著
毛利 親著（もうり ちかあき）は、江戸時代中期の長州藩毛利家の一門。

## 生涯
長州藩7代藩主毛利重就の六男として生まれる。側室腹で、9代藩主毛利治親の異母弟、長府藩主毛利匡芳は同母兄にあたる。諱の「親」の字は治親からの偏諱である。
生涯を部屋住みとして過ごし、寛政12年（1800年）に35歳で死去した。子の豊之允（斉元）は福原家の養子となった後に長州藩主となった。

## 参考資料
- 「萩市史」（萩市史編集委員会）